# Dicranoloma speightii
Dicranoloma speightii là một loài Rêu trong họ Dicranaceae. Loài này được (R. Br. bis) Paris mô tả khoa học đầu tiên năm 1904.